# 32052 Diyamathur
32052 Diyamathur è un asteroide della fascia principale. Scoperto nel 2000, presenta un'orbita caratterizzata da un semiasse maggiore pari a 2,2008352 UA e da un'eccentricità di 0,0188469, inclinata di 6,49507° rispetto all'eclittica.